# Elecciones municipales de 1987 en Barcelona
Las elecciones municipales de 1987 se celebraron en Barcelona el miércoles 10 de junio, de acuerdo con el Real Decreto de convocatoria de elecciones locales en España dispuesto el 13 de abril de 1987 y publicado en el Boletín Oficial del Estado el día 14 de abril. Se eligieron los 43 concejales del pleno del Ayuntamiento de Barcelona a través de un sistema proporcional (método d'Hondt), con listas cerradas y un umbral electoral del 5 %.

## Candidaturas
Fueron proclamadas 18 candidaturas.

## Resultados
Los resultados completos se detallan a continuación:
|  | 43,61 % |

|  | 35,46 % |

|  | 7,56 % |

|  | 5,16 % |

|  | 3,38 % |

|  | 2,31 % |

|  | 0,43 % |

|  | 0,34 % |

|  | 0,23 % |

|  | 0,15 % |

|  | 0,13 % |

|  | 0,12 % |

|  | 0,10 % |

|  | 0,09 % |

|  | 0,07 % |

|  | 0,06 % |

|  | 0,05 % |

|  | 0 % |

|  | 99,22 % |

|  | 0,78 % |

|  | 0,75 % |

|  | 68,93 % |

|  | 31,07 % |

## Concejales electos

Partido más votado por distrito:
Partido de los Socialistas de Cataluña
Convergència i Unió

Relación de concejales proclamados electos:
| N.º | Nombre                         | Lista | Lista    |
| --- | ------------------------------ | ----- | -------- |
| 1   | Pasqual Maragall i Mira        |       | PSC-PSOE |
| 2   | Lluís Armel i Coma             |       | PSC-PSOE |
| 3   | Jordi Parpal i Marfà           |       | PSC-PSOE |
| 4   | Francesc Raventós i Torras     |       | PSC-PSOE |
| 5   | Marcè Sala i Schnorkowski      |       | PSC-PSOE |
| 6   | Marta Mata i Garriga           |       | PSC-PSOE |
| 7   | Joaquim de Nadal i Capara      |       | PSC-PSOE |
| 8   | Juanjo Ferreiro i Suárez       |       | PSC-PSOE |
| 9   | Raimon Martínez i Fraile       |       | PSC-PSOE |
| 10  | Antoni Santiburcio i Moreno    |       | PSC-PSOE |
| 11  | Jordi Borja i Sebastià         |       | PSC-PSOE |
| 12  | Enric Truño i Lagares          |       | PSC-PSOE |
| 13  | Maria Aurèlia Capmany i Farnés |       | PSC-PSOE |
| 14  | Josep Maria Serra i Marti      |       | PSC-PSOE |
| 15  | Albert Batlle i Bastardas      |       | PSC-PSOE |
| 16  | Joan Clos i Matheu             |       | PSC-PSOE |
| 17  | Francesca Masgoret i Llardent  |       | PSC-PSOE |
| 18  | Joan Torres i Carol            |       | PSC-PSOE |
| 19  | Guerau Ruiz i Pena             |       | PSC-PSOE |
| 20  | Xavier Valls i Serra           |       | PSC-PSOE |
| 21  | José Antonio García España     |       | PSC-PSOE |
| 22  | Josep Maria Cullell i Nadal    |       | CiU      |
| 23  | Antonio Comas i Baldellou      |       | CiU      |
| 24  | Josep Maria Ainaud de Lasarte  |       | CiU      |
| 25  | Enric Vila i Andreu            |       | CiU      |
| 26  | Sara M. Blasi i Gutiérrez      |       | CiU      |
| 27  | Josep M. Fargas i Falp         |       | CiU      |
| 28  | Pere Miró i Sellarés           |       | CiU      |
| 29  | Teresa Perelló i Domingo       |       | CiU      |
| 30  | Artur Mas i Domingo            |       | CiU      |
| 31  | Josep Bueno i Escalero         |       | CiU      |
| 32  | Fèlix Amat i Parcerisa         |       | CiU      |
| 33  | Jaume Alsina i Parcerisa       |       | CiU      |
| 34  | Jordi Bonet i Agustí           |       | CiU      |
| 35  | Joan Puigdollers i Fargas      |       | CiU      |
| 36  | Antoni Marcet i Rocabert       |       | CiU      |
| 37  | Eduard Cardona i Romeu         |       | CiU      |
| 38  | Daniel Fabregat i Llorente     |       | CiU      |
| 39  | Enrique Lacalle Coll           |       | FAP      |
| 40  | Antonio Albesa Vilalta         |       | FAP      |
| 41  | José Alberto Fernández Díaz    |       | FAP      |
| 42  | Eulalia Vintró Castells        |       | IC       |
| 43  | Antoni Lucchetti Farré         |       | IC       |

## Investidura del alcalde
En la votación de investidura del alcalde, celebrada el 30 de junio de 1987 en la sesión constitutiva del nuevo pleno municipal, Pasqual Maragall (alcalde saliente y candidato del PSC-PSOE), recibió 21 votos de los concejales del PSC-PSOE; Josep Maria Cullell recibió 20 votos de los 17 concejales de su partido CiU y de los 3 concejales de la FAP; Mientras que los 2 concejales de IC decidieron abstenerse. Como resultado, Pasquall Maragall se convirtió en alcalde de Barcelona y gobernó en coalición con IC.
|  | 48.84 % |

|  | 46.51 % |

|  | 4.65 % |

|  | 100 % |

|  | 100 % |